# مايو واتانابي
مايو واتانابي (باليابانية: 渡辺 麻友) (بالروماجي: Watanabe Mayu) هي مغنية وممثلة يابانية وعضوة في فرقة إيه كيه بي48 فريق B، ولدت في 26 مارس 1994 في محافظة سايتاما، اليابان.

## الأعمال

### مسلسلات
| السنة     | العنوان             | الدور          |
| --------- | ------------------- | -------------- |
| 2016-2010 | مدرسة الجدية        | نيزومي         |
| 2015      | tatakau shoten girl | كيتامورا أكي   |
| 2016      | دم الغراب           | كاورو ايسوزاكي |
| 2017      | وداعاً، ايناري-كن    | ساوري كيرياما  |

## روابط خارجية
- مايو واتانابي على موقع IMDb (الإنجليزية)
- مايو واتانابي على موقع ميوزك برينز (الإنجليزية)
- مايو واتانابي على موقع ديسكوغز (الإنجليزية)
- مايو واتانابي على موقع قاعدة بيانات الفيلم (الإنجليزية)
- مايو واتانابي على موقع ANN person (الإنجليزية)

## روابط أضافية
- الموقع الرسمي